# Colorow
Colorow war ein Häuptling der Muache-Ute-Indianer.
Er war einer von mehreren bedeutenden Häuptlingen (Ouray, Nicaagat, Quinkent) der Ute.
Nach Abschluss des Friedensvertrags zwischen den Ute und den Weißen im Jahre 1868 lebte er bis ca. 1875 in einem kleinen Reservat in der Nähe von Denver. Nachdem das Reservat aufgelöst worden war, schloss er sich Häuptling Nicaagats Gruppe in der White-River-Agentur an. Im Jahre 1879 nahm Colorow an einem kurzen Aufstand unter Häuptling Nicaagat teil.
| Personendaten    | Personendaten                     |
| ---------------- | --------------------------------- |
| NAME             | Colorow                           |
| KURZBESCHREIBUNG | Häuptling der Muache-Ute-Indianer |
| GEBURTSDATUM     | 19. Jahrhundert                   |
| STERBEDATUM      | 19. Jahrhundert                   |